# Heinrich Hugendubel
Heinrich Hugendubel (* 3. Juni 1936  in München; † 7. April 2005 ebenda) war ein deutscher Buchhändler und Geschäftsführer von Hugendubel. Der Urenkel des Gründers und Buchhändlers Heinrich Karl Gustav Hugendubel baute das kleine Familienunternehmen zum größten konzernunabhängigen Buchhandelsfilialisten Deutschlands aus.

## Karriere
Nach Studium und buchhändlerischer Ausbildung trat er 1964 in die seit 1893 bestehende Buchhandlung seines Urgroßvaters ein und übernahm sie 1966 von seiner Mutter. 1979 eröffnete er als erster Buchhändler in Deutschland ein Buchkaufhaus am Münchner Marienplatz, in dem die Kunden auf Leseinseln in Büchern blättern können.  Das Einkaufen von Büchern sollte zu einem Erlebnis werden. In den Folgejahren eröffnete er weitere Filialen in Bayern und Hessen (Frankfurt am Main), in den 1990er Jahren auch in Brandenburg, Berlin, Sachsen und in Nordrhein-Westfalen.

## Nachfolge
Heinrich Hugendubels Kinder Nina und Maximilian Hugendubel, seit 2003 in der Geschäftsleitung, führen die Geschäfte der Gesellschaft fort.

## Auszeichnungen
- 1996 Friedrich-Perthes-Medaille
- 1999 Buchhändler des Jahrhunderts
- 2001 Medaille München leuchtet – Den Freunden Münchens in Gold
- 2004 Bundesverdienstkreuz am Bande